# Высокое (Киевская область)
Высо́кое (укр. Високе) — село, входит в Белоцерковский район Киевской области Украины.
Население по переписи 2001 года составляло 753 человека. Почтовый индекс — 09851. Телефонный код — 4560. Занимает площадь 2,628 км². Код КОАТУУ — 3224680801.

## Местный совет
09851, Київська обл., Тетіївський р-н, с.Високе, тел. 3-07-31  (укр.)4

## Историческая справка
Похилевич Л. И. Сказания о населенных местностях Киевской губернии 1864 г.:
"Высокое, село получило название по местоположению на возвышенностях, служащих водораздельной чертой Днепра и Буга. Ручьи, орошающие сельские огороды и поля, здесь начинаясь, впадают в Горский Тикич. Жителей обоего пола 939, в числе коих 18 латинствующих; земли 1931 десятина. От графа Островского Высокое куплено Игнатием Звершковским, и от сего Иоанн Тарнавецкий, продавший в 1856 году Феодору Ячевскому, который через несколько лег переуступил нынешней владелице Елеоноре Микуловской. Церковь во имя пророка Илии, деревянная, убогая, 6-го класса; земли имеет 48 десятин; построена 1747 года бывшим управителем Тетиевщины Михаилом Дроздовским.В 1817 году помещиком Игнатием Звершковским построена в Высоком латинская деревянная каплица, а в 1842 году испрошено разрешение правительства на существование её; за тем вместо деревянной построена каменная. Богослужение в ней совершается для проезжих, приезжающими из Тетиева ксендзами."